# Gressy (Seine-et-Marne)
Pour les articles homonymes, voir Gressy.
Gressy est une commune française située dans le département de Seine-et-Marne en région Île-de-France.

## Géographie

### Localisation
La commune est située à environ 4,4 kilomètres au nord de Claye-Souilly.

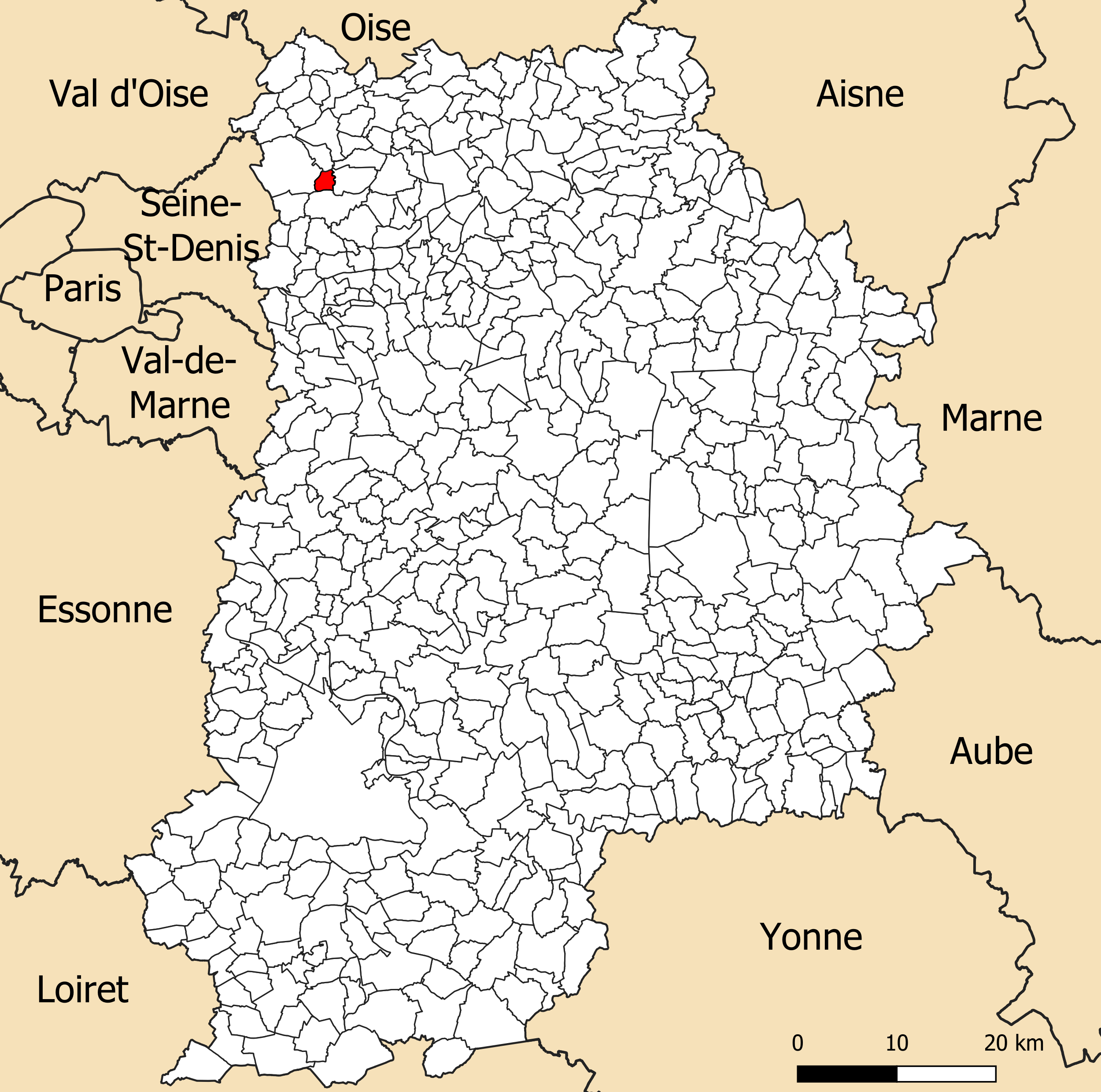
Localisation de la commune de Gressy dans le département de Seine-et-Marne.

Gressy est un village périurbain bordé à l'est par la Beuvronne cours d'eau formant la limite orientale du Pays de France, région naturelle d'Île-de-France, et à l'ouest par la ZI de Mitry-Compans aux portes de Roissy.

### Communes limitrophes
| Mitry-Mory | Compans       | Saint-Mesmes |
| Mitry-Mory | Gressy        | Messy        |
|            | Claye-Souilly |              |

### Hydrographie

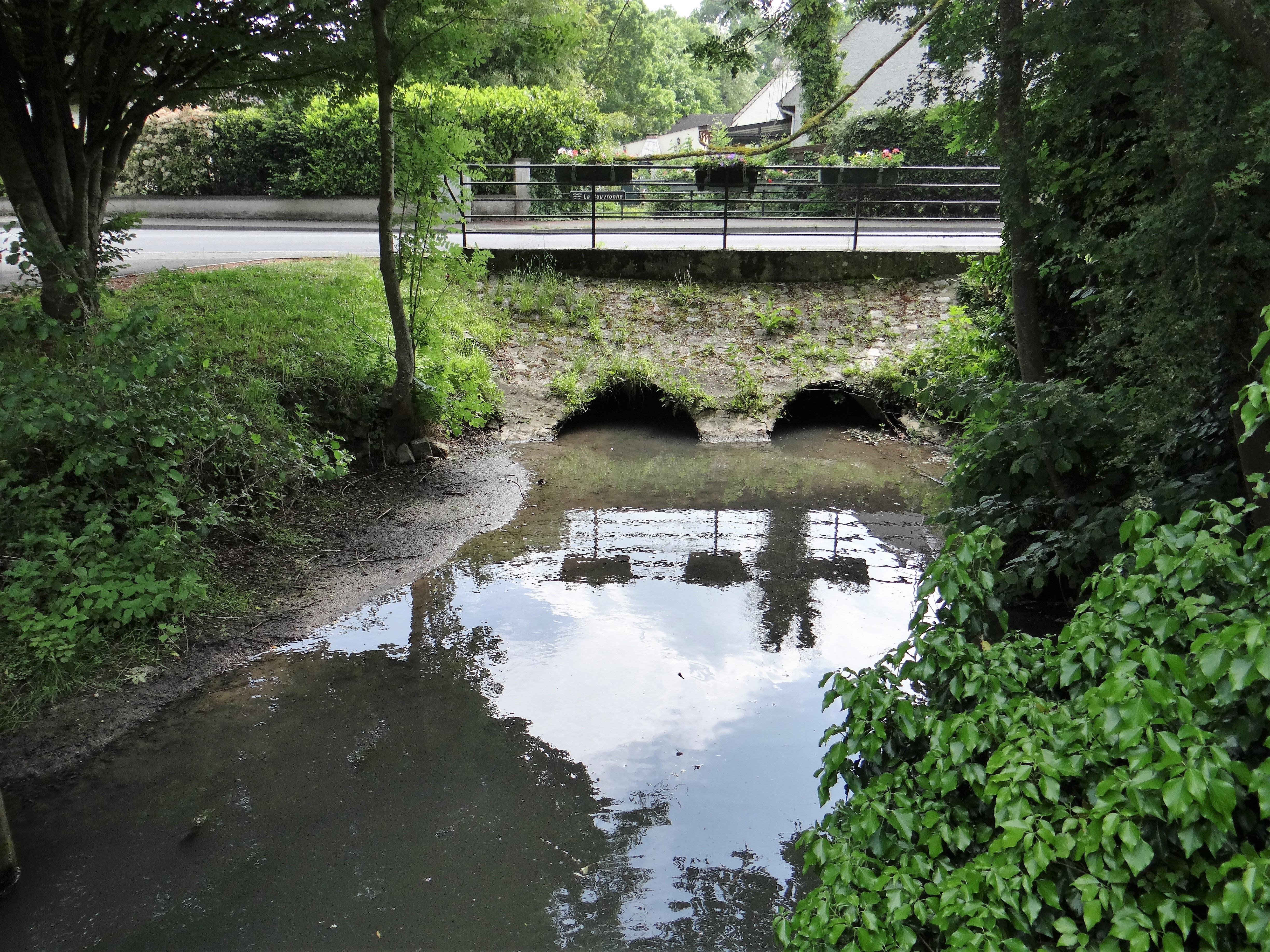
La Beuvronne à Gressy.

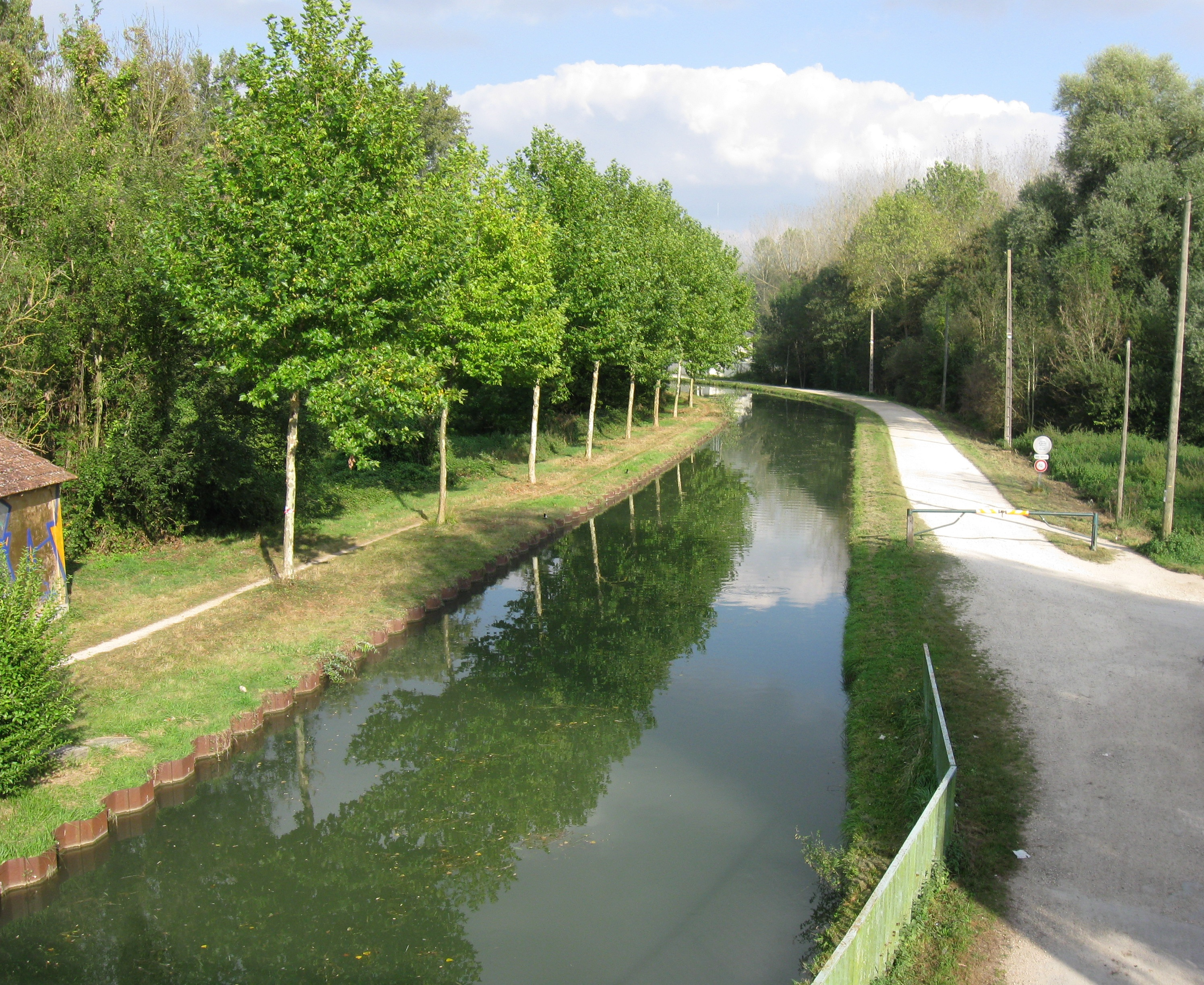
Le canal de l'Ourcq près de Gressy.

Le réseau hydrographique de la commune se compose de sept cours d'eau référencés :
- la rivière Beuvronne, longue de 23,90 km[2], affluent en rive droite de la Marne ainsi que ;
  - un bras de la Beuvronne de 0,33 km[3] ;
  - un bras de la Beuvronne de 0,52 km[4] ;
  - la Reneuse (ou ruisseau la reneuse), longue de 5,32 km[5], affluent de la Beuvronne ; 
    - le cours d'eau 01 de la Commune de Claye-Souilly, long de 2,70 km[6], et ;
    - le ru des Cerceaux, long de 4,59 km[7], affluents de la Reneuse ;
- le Canal de l'Ourcq.

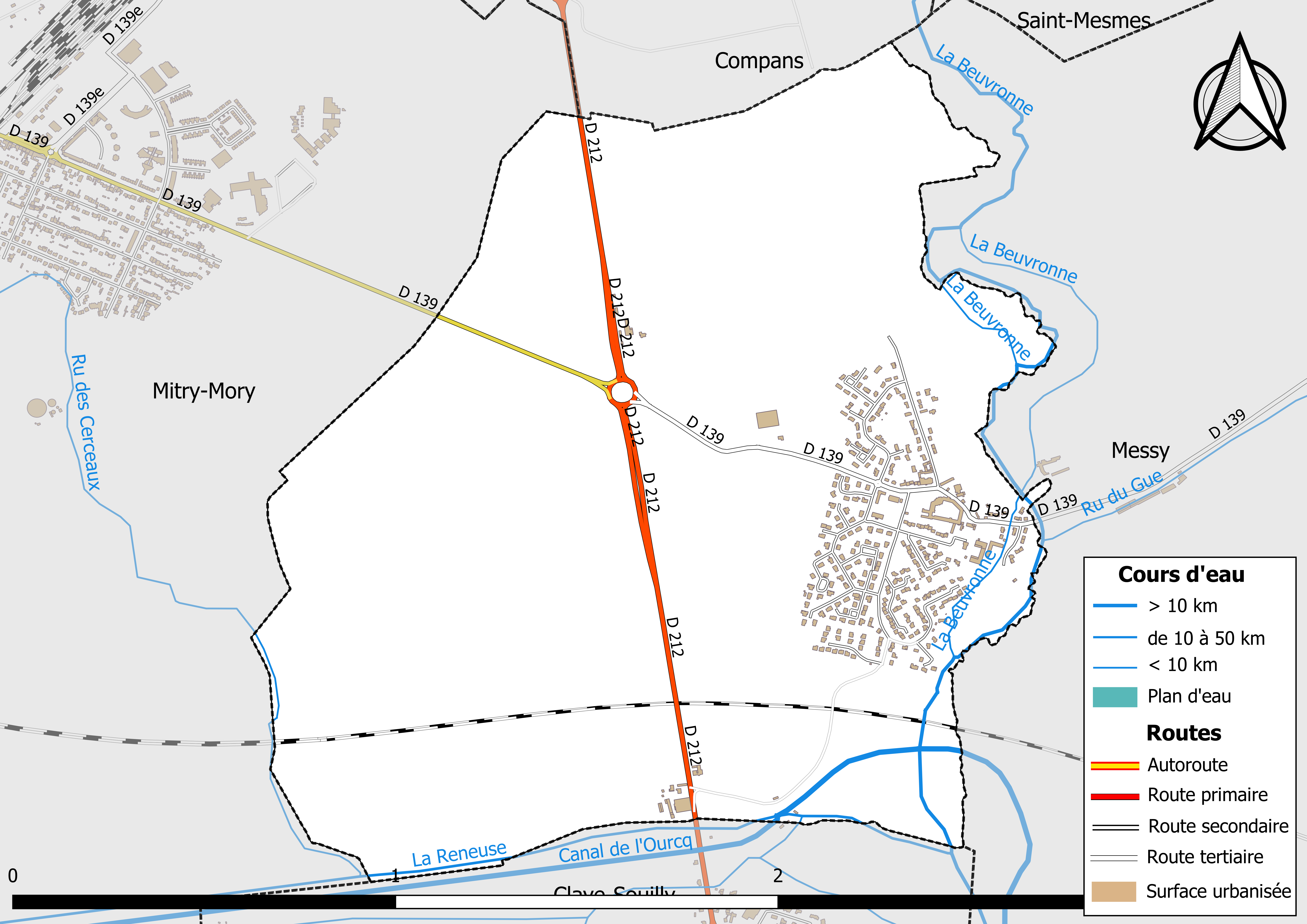
Carte des réseaux hydrographique et routier de Gressy.

La longueur totale des cours d'eau sur la commune est de 4,18 km.

### Géologie et relief
La commune est classée en zone de sismicité 1, correspondant à une sismicité très faible.
L'altitude varie de 51 mètres à 72 mètres pour le point le plus haut , le centre du bourg se situant à environ 61 mètres d'altitude (mairie).

### Climat
Pour des articles plus généraux, voir Climat de l'Île-de-France et Climat de Seine-et-Marne.
En 2010, le climat de la commune est de type climat océanique dégradé des plaines du Centre et du Nord, selon une étude du CNRS s'appuyant sur une série de données couvrant la période 1971-2000. En 2020, Météo-France publie une typologie des climats de la France métropolitaine dans laquelle la commune est exposée à un climat océanique altéré et est dans la région climatique Sud-ouest du bassin Parisien, caractérisée par une faible pluviométrie, notamment au printemps (120 à 150 mm) et un hiver froid (3,5 °C).
Pour la période 1971-2000, la température annuelle moyenne est de 11,2 °C, avec une amplitude thermique annuelle de 15,1 °C. Le cumul annuel moyen de précipitations est de 709 mm, avec 10,6 jours de précipitations en janvier et 7,9 jours en juillet. Pour la période 1991-2020, la température moyenne annuelle observée sur la station météorologique la plus proche, située sur la commune de Torcy à 13 km à vol d'oiseau, est de 12,1 °C et le cumul annuel moyen de précipitations est de 716,4 mm,. Pour l'avenir, les paramètres climatiques de la commune estimés pour 2050 selon différents scénarios d'émission de gaz à effet de serre sont consultables sur un site dédié publié par Météo-France en novembre 2022.

### Milieux naturels et biodiversité
Aucun espace naturel présentant un intérêt patrimonial n'est recensé sur la commune dans l'inventaire national du patrimoine naturel,,.

### Transports en commun
La commune est desservie par la ligne d’autobus No 19 (Claye-Souilly – Charny) du réseau de bus Roissy Est.

## Urbanisme

### Typologie
Au 1er janvier 2024, Gressy est catégorisée ceinture urbaine, selon la nouvelle grille communale de densité à sept niveaux définie par l'Insee en 2022.
Elle est située hors unité urbaine. Par ailleurs la commune fait partie de l'aire d'attraction de Paris, dont elle est une commune de la couronne,. Cette aire regroupe 1 929 communes,.

### Lieux-dits et écarts
La commune compte 12 lieux-dits administratifs répertoriés consultables ici (source : le fichier Fantoir).

### Occupation des sols
L'occupation des sols de la commune, telle qu'elle ressort de la base de données européenne d’occupation biophysique des sols Corine Land Cover (CLC), est marquée par l'importance des territoires agricoles (72 % en 2018), une proportion sensiblement équivalente à celle de 1990 (72,3 %). La répartition détaillée en 2018 est la suivante : 
terres arables (72% ), forêts (17,6% ), zones urbanisées (10,4 %).
Parallèlement, L'Institut Paris Région, agence d'urbanisme de la région Île-de-France, a mis en place un inventaire numérique de l'occupation du sol de l'Île-de-France, dénommé le MOS (Mode d'occupation du sol), actualisé régulièrement depuis sa première édition en 1982. Réalisé à partir de photos aériennes, le Mos distingue les espaces naturels, agricoles et forestiers mais aussi les espaces urbains (habitat, infrastructures, équipements, activités économiques, etc.) selon une classification pouvant aller jusqu'à 81 postes, différente de celle de Corine Land Cover,,. L'Institut met également à disposition des outils permettant de visualiser par photo aérienne l'évolution de l'occupation des sols de la commune entre 1949 et 2018.

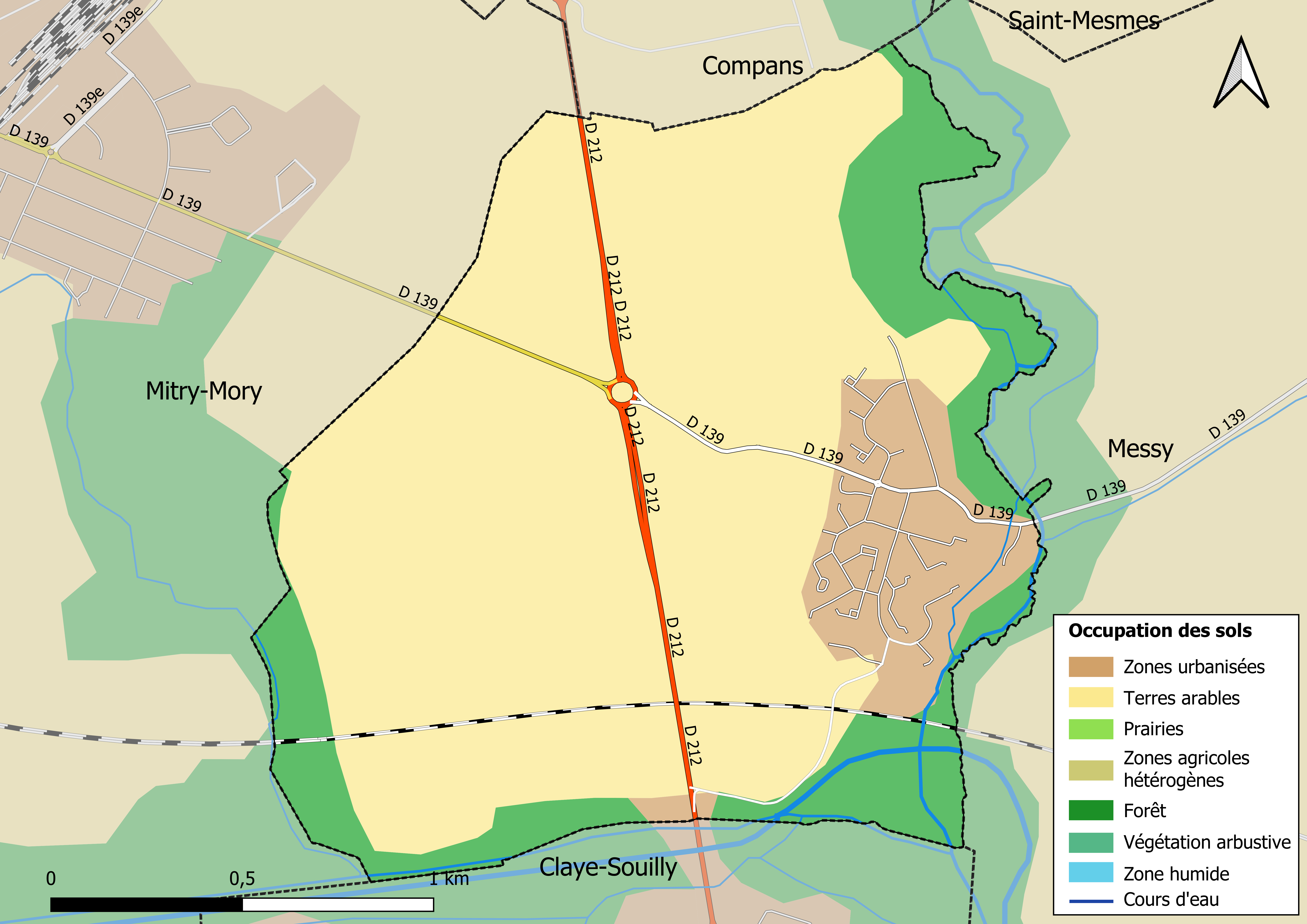
Carte des infrastructures et de l'occupation des sols en 2018 (CLC) de la commune.
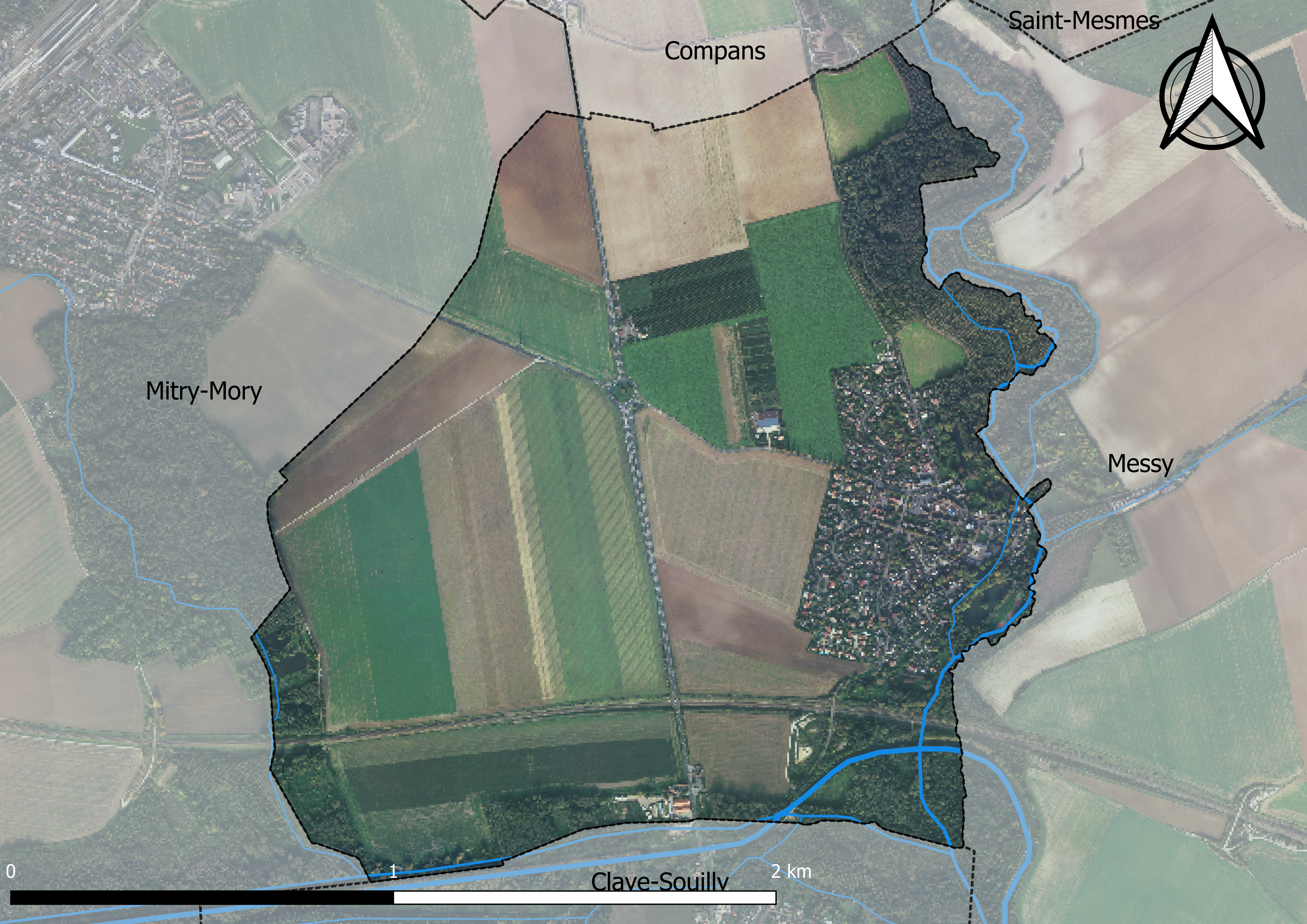
Carte orhophotogrammétrique de la commune.

### Planification
La loi SRU du 13 décembre 2000 a incité les communes à se regrouper au sein d’un établissement public, pour déterminer les partis d’aménagement de l’espace au sein d’un SCoT, un document d’orientation stratégique des politiques publiques à une grande échelle et à un horizon de 20 ans et s'imposant aux documents d'urbanisme locaux, les PLU (Plan local d'urbanisme). La commune est dans le territoire du SCOT Roissy Pays de France, approuvé le 19 décembre 2019 et porté par la communauté d’agglomération Roissy Pays de France.
La commune disposait en 2019 d'un plan local d'urbanisme en révision. Le zonage réglementaire et le règlement associé peuvent être consultés sur le Géoportail de l'urbanisme.

### Logement
En 2014, le nombre total de logements dans la commune était de 346 (dont 87,9 % de maisons et 11,9 % d’appartements).
Parmi ces logements, 95,4 %  étaient des résidences principales, 0,9 %  des résidences secondaires et 3,8 %  des logements vacants.
La part des ménages propriétaires de leur résidence principale s’élevait à 89,7 % contre 9,4 % de locataires.

## Toponymie
- De l’anthroponyme, romain ou gallo-romain, Grassius.
- Gresseium - Grecy - Grassay[31].

## Politique et administration

### Tendances politiques et résultats
- Élection présidentielle de 2017[32]: 49,01 % pour Emmanuel Macron (REM), 24,08 % pour Marine Le Pen (FN), 81,83 % de participation.

### Liste des maires
| Période                                  | Période                      | Identité            | Étiquette | Qualité                                                                                                   |
| ---------------------------------------- | ---------------------------- | ------------------- | --------- | --- |
| Les données manquantes sont à compléter. |                              |                     |           | |
| 1986                                     | mars 1989                    | Jean Marc Deschamps |           | |
| mars 1989                                | En cours (au 11 juillet 202) | Jean-Claude Geniès  | UMP       | Ingénieur retraité Vice-président de la CA Roissy Pays de France (2020 → ) Réélu pour le mandat 2020-2026 |

## Équipements et services

### Eau et assainissement
L’organisation de la distribution de l’eau potable, de la collecte et du traitement des eaux usées et pluviales relève des communes. La loi NOTRe de 2015 a accru le rôle des EPCI à fiscalité propre en leur transférant cette compétence. Ce transfert devait en principe être effectif au 1er janvier 2020, mais la loi Ferrand-Fesneau du 3 août 2018 a introduit la possibilité d’un report de ce transfert au 1er janvier 2026,.

#### Assainissement des eaux usées
En 2020, la gestion du service d'assainissement collectif de la commune de Gressy est assurée par la communauté de communes Plaines et monts de France (CCPMF) pour la collecte, le transport et la dépollution. Ce service est géré en délégation par une entreprise privée, dont le contrat arrive à échéance le 31 décembre 2023,,.
L’assainissement non collectif (ANC) désigne les installations individuelles de traitement des eaux domestiques qui ne sont pas desservies par un réseau public de collecte des eaux usées et qui doivent en conséquence traiter elles-mêmes leurs eaux usées avant de les rejeter dans le milieu naturel. La Communauté d'agglomération Roissy Pays de France assure pour le compte de la commune le service public d'assainissement non collectif (SPANC), qui a pour mission de vérifier la bonne exécution des travaux de réalisation et de réhabilitation, ainsi que le bon fonctionnement et l’entretien des installations,.

#### Eau potable
En 2020, l'alimentation en eau potable est assurée par le SMAEP de Thérouanne, Marne et Morin (TMM) qui en a délégué la gestion à la SAUR, dont le contrat expire le 31 mars 2023,,.
Les nappes de Beauce et du Champigny sont classées en zone de répartition des eaux (ZRE), signifiant un déséquilibre entre les besoins en eau et la ressource disponible. Le changement climatique est susceptible d’aggraver ce déséquilibre. Ainsi afin de renforcer la garantie d’une distribution d’une eau de qualité en permanence sur le territoire du département, le troisième Plan départemental de l’eau signé, le 3 octobre 2017, contient un plan d’actions afin d’assurer avec priorisation la sécurisation de l’alimentation en eau potable des Seine-et-Marnais. A cette fin a été préparé et publié en décembre 2020 un schéma départemental d’alimentation en eau potable de secours dans lequel huit secteurs prioritaires sont définis. La commune fait partie du secteur Meaux.

## Population et société

### Démographie
Les habitants sont appelés les Gressiaques.
L'évolution du nombre d'habitants est connue à travers les recensements de la population effectués dans la commune depuis 1793. Pour les communes de moins de 10 000 habitants, une enquête de recensement portant sur toute la population est réalisée tous les cinq ans, les populations de référence des années intermédiaires étant quant à elles estimées par interpolation ou extrapolation. Pour la commune, le premier recensement exhaustif entrant dans le cadre du nouveau dispositif a été réalisé en 2008.

En 2022, la commune comptait 803 habitants, en évolution de −6,63 % par rapport à 2016 (Seine-et-Marne : +3,92 %, France hors Mayotte : +2,11 %).
| 1793 | 1800 | 1806 | 1821 | 1831 | 1836 | 1841 | 1846 | 1851 |
| ---- | ---- | ---- | ---- | ---- | ---- | ---- | ---- | ---- |
| 78   | 63   | 57   | 69   | 89   | 79   | 86   | 90   | 89   |

| 1856 | 1861 | 1866 | 1872 | 1876 | 1881 | 1886 | 1891 | 1896 |
| ---- | ---- | ---- | ---- | ---- | ---- | ---- | ---- | ---- |
| 94   | 85   | 102  | 86   | 65   | 92   | 78   | 83   | 94   |

| 1901 | 1906 | 1911 | 1921 | 1926 | 1931 | 1936 | 1946 | 1954 |
| ---- | ---- | ---- | ---- | ---- | ---- | ---- | ---- | ---- |
| 98   | 112  | 114  | 134  | 124  | 120  | 101  | 104  | 85   |

| 1962 | 1968 | 1975 | 1982 | 1990 | 1999 | 2006 | 2008 | 2013 |
| ---- | ---- | ---- | ---- | ---- | ---- | ---- | ---- | ---- |
| 57   | 100  | 461  | 800  | 868  | 813  | 896  | 920  | 883  |

| 2018 | 2022 | - | - | - | - | - | - | - |
| ---- | ---- | - | - | - | - | - | - | - |
| 821  | 803  | - | - | - | - | - | - | - |

### Enseignement
Gressy  dispose d’une école primaire publique, située rue Saint Denis .
Cet établissement public, inscrit sous le code UAI (Unité administrative immatriculée ) 0771374A  , comprend 127 élèves  (chiffre du Ministère de l'Éducation nationale). Il ne dispose pas d’un restaurant scolaire.
La commune dépend de l'Académie de Créteil ; pour le calendrier des vacances scolaires, Gressy  est en zone C.

## Économie

### Revenus de la population et fiscalité
En 2017, le nombre de ménages fiscaux de la commune était de 323, représentant 861 personnes et la  médiane du revenu disponible par unité de consommation  de 33 450 euros.

### Emploi
En 2017 , le nombre total d’emplois dans la zone était de 113, occupant 372 actifs  résidants.
Le taux d'activité de la population (actifs ayant un emploi) âgée de 15 à 64 ans s'élevait à  70,7 % contre un taux de chômage de 4,8 %.
Les 24,6 % d’inactifs se répartissent de la façon suivante : 13 % d’étudiants et stagiaires non rémunérés, 7,4 % de retraités ou préretraités et 4,2 % pour les autres inactifs.

### Entreprises et commerces
En 2015, le nombre d'établissements actifs était de 65 dont 1 dans l'agriculture-sylviculture-pêche, 1 dans l’industrie, 3 dans la construction, 49 dans le commerce-transports-services divers et 11  étaient relatifs au secteur administratif.
Ces établissements ont pourvu 120 postes salariés.
- hôtellerie, espaces verts et négoce de bois.
- Commerce de proximité PROXI ouvert en 2020 employant 2 salarié(e) avec une offre de 500 références produits, avec des services (Mondial Relay,Alibaba express, Amazon). Ouvert du Mardi au Samedi.

### Secteurs d'activité

#### Agriculture
Gressy est dans la petite région agricole dénommée la « Goële et Multien », regroupant deux petites régions naturelles, respectivement la Goële et le pays de Meaux (Multien). En 2010, l'orientation technico-économique de l'agriculture sur la commune est la culture de céréales et d'oléoprotéagineux (COP).
Si la productivité agricole de la Seine-et-Marne se situe dans le peloton de tête des départements français, le département enregistre un double phénomène de disparition des terres cultivables (près de 2 000 ha par an dans les années 1980, moins dans les années 2000) et de réduction d'environ 30 % du nombre d'agriculteurs dans les années 2010. Cette tendance n'est pas confirmée au niveau de la commune qui voit le nombre d'exploitations rester constant entre 1988 et 2010. Parallèlement, la taille de ces exploitations diminue, passant de 79 ha en 1988 à 76 ha en 2010.
Le tableau ci-dessous présente les principales caractéristiques des exploitations agricoles de Gressy, observées sur une période de 22 ans : 
|                                      | 1988 | 2000 | 2010 |
| ------------------------------------ | ---- | ---- | ---- |
| Dimension économique,                |      |      |      |
| Nombre d’exploitations (u)           | 2    | 2    | 2    |
| Travail (UTA)                        | 10   | 3    | 6    |
| Surface agricole utilisée (ha)       | 158  | 151  | 152  |
| Cultures                             |      |      |      |
| Terres labourables (ha)              | s    | s    | s    |
| Céréales (ha)                        | s    | s    | s    |
| dont blé tendre (ha)                 | s    | s    | s    |
| dont maïs-grain et maïs-semence (ha) | s    |      |      |
| Tournesol (ha)                       | 0    |      |      |
| Colza et navette (ha)                | s    | s    | s    |
| Élevage                              |      |      |      |
| Cheptel (UGBTA)                      | 1    | 1    | 0    |

## Culture locale et patrimoine

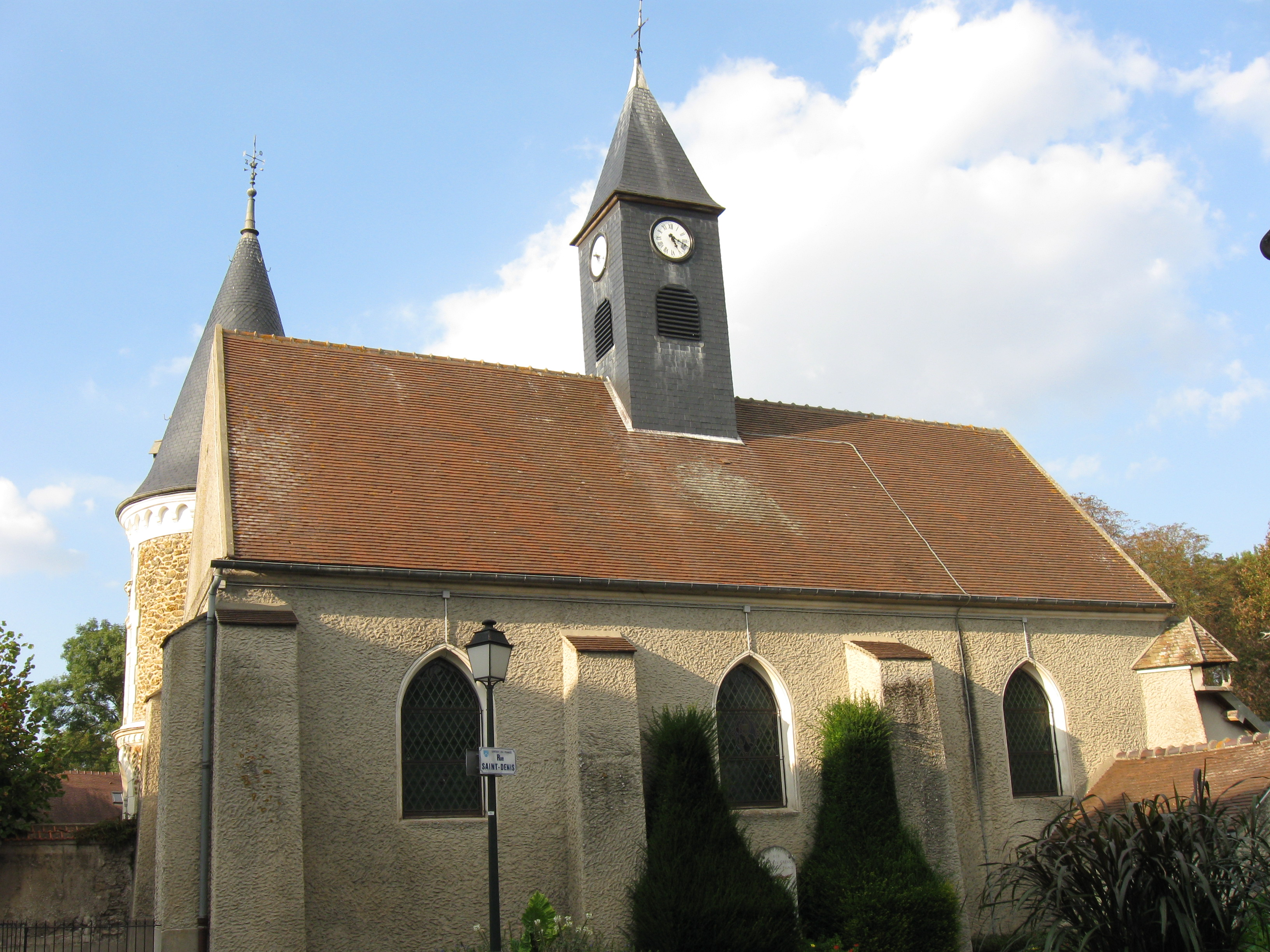
L'église Saint-Denis.

### Lieux et monuments
- Église placée sous le vocable de Saint-Denis, XIIIe et XVIIe siècles contient plusieurs éléments classés au titre d'objet[56].
- Manoir de Clairefontaine. Les jardins ont été dessinés par André Le Nôtre. Professeur de chimie et de pharmacie au jardin des plantes de Paris et membre de l'Académie des sciences, Macquer est connu surtout pour son opposition à Antoine Lavoisier. Il introduisit à la Manufacture de Sèvres en 1768 la fabrication de la porcelaine de Saxe. Ses ouvrages ont été longtemps des textes de référence.
- Manoir de Gressy, hôtel quatre étoiles qui a hébergé les arbitres de la coupe du monde de football de 1998.

### Personnalités liées à la commune
- Pierre Joseph Macquer (1718-1784), médecin et chimiste français, possédait une demeure à Gressy.

### Galerie

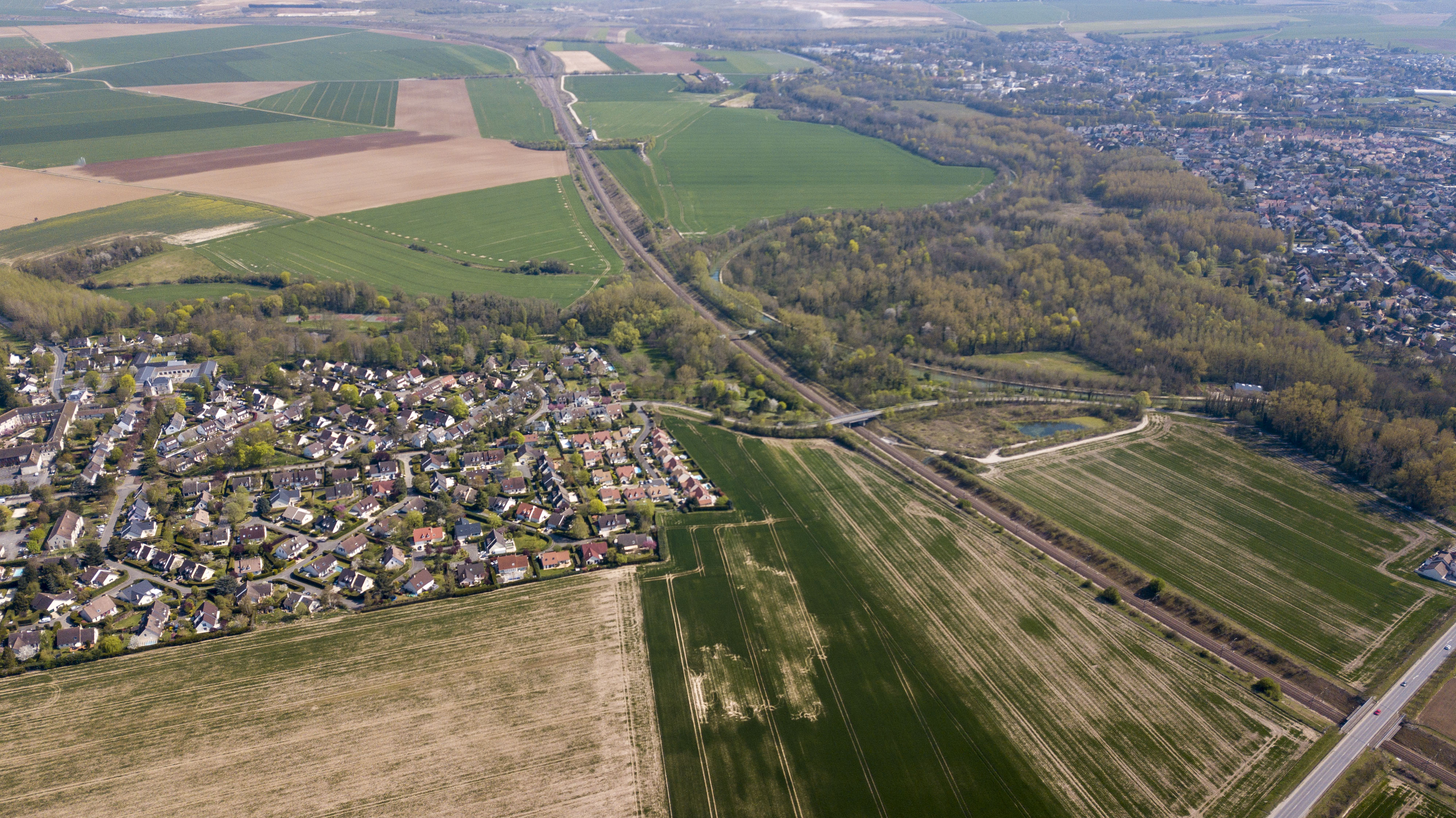
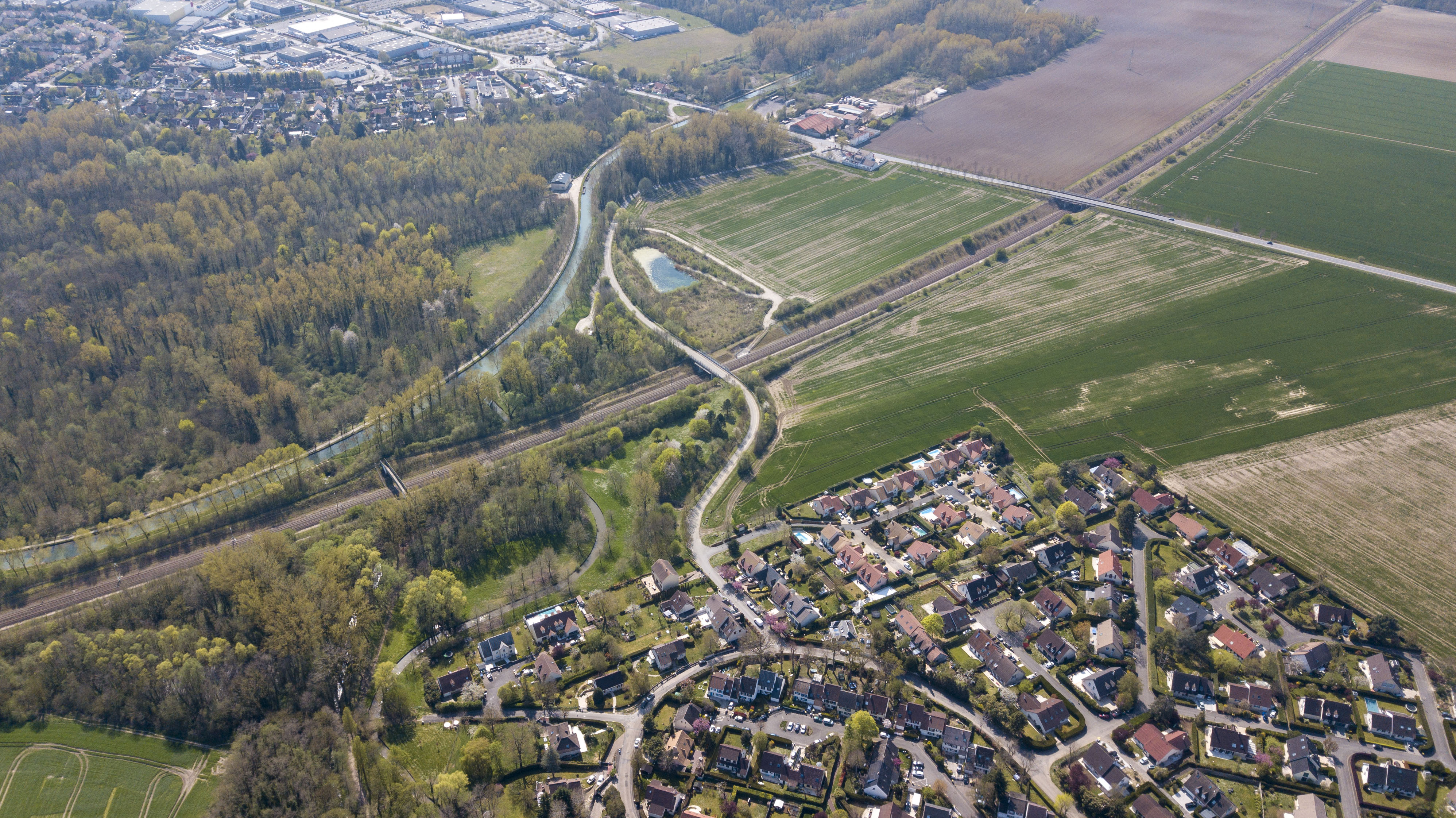
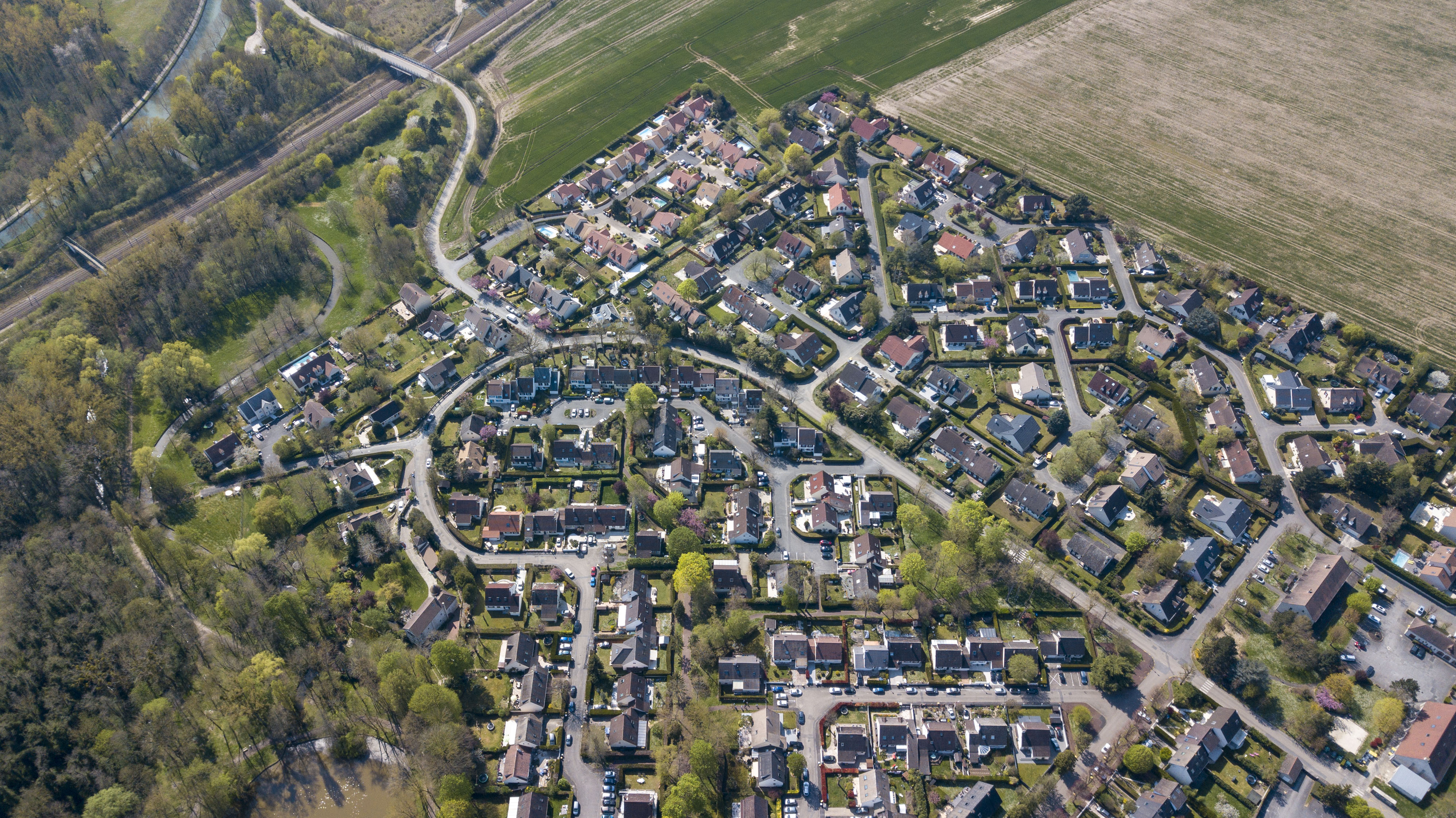
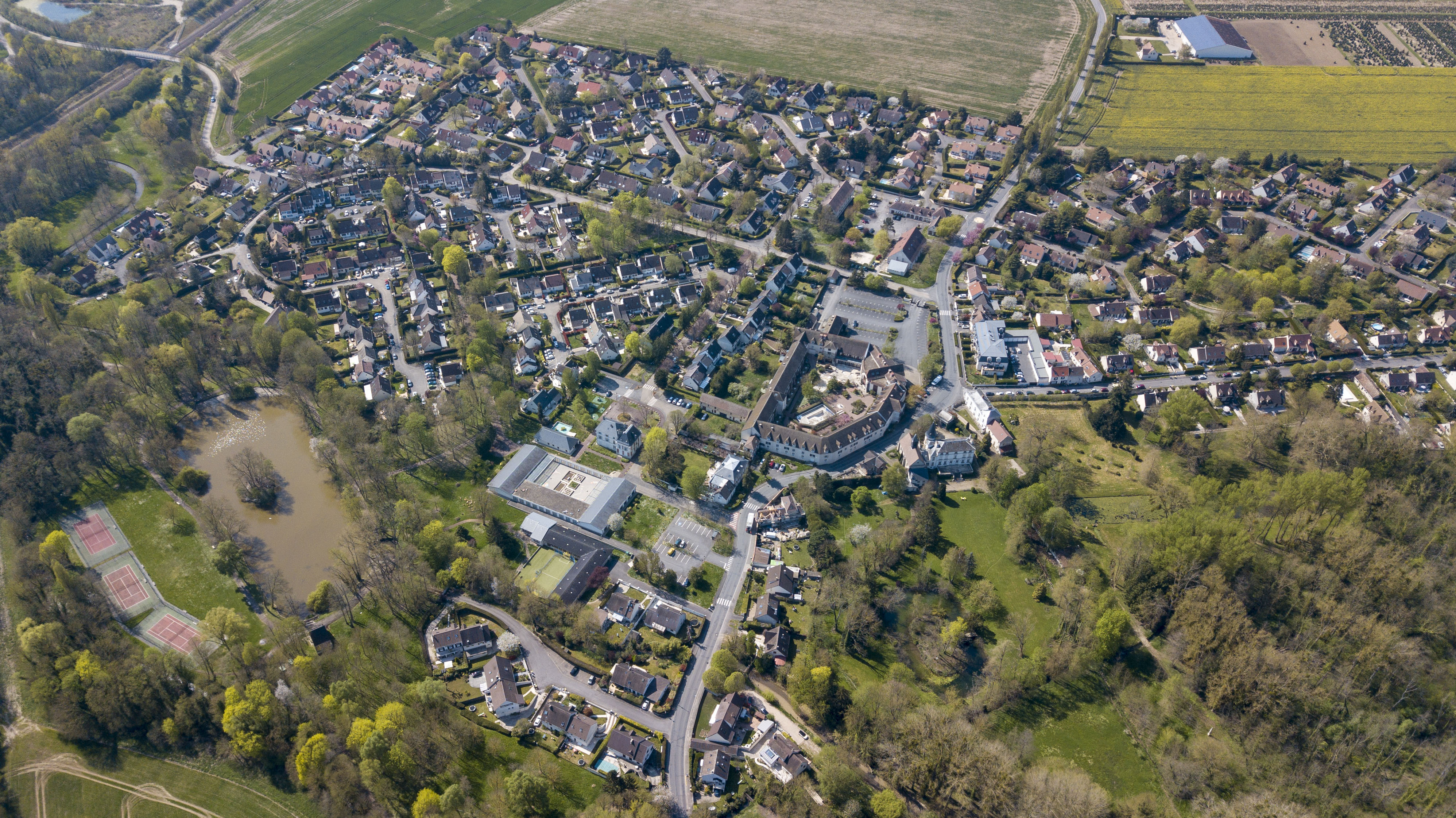
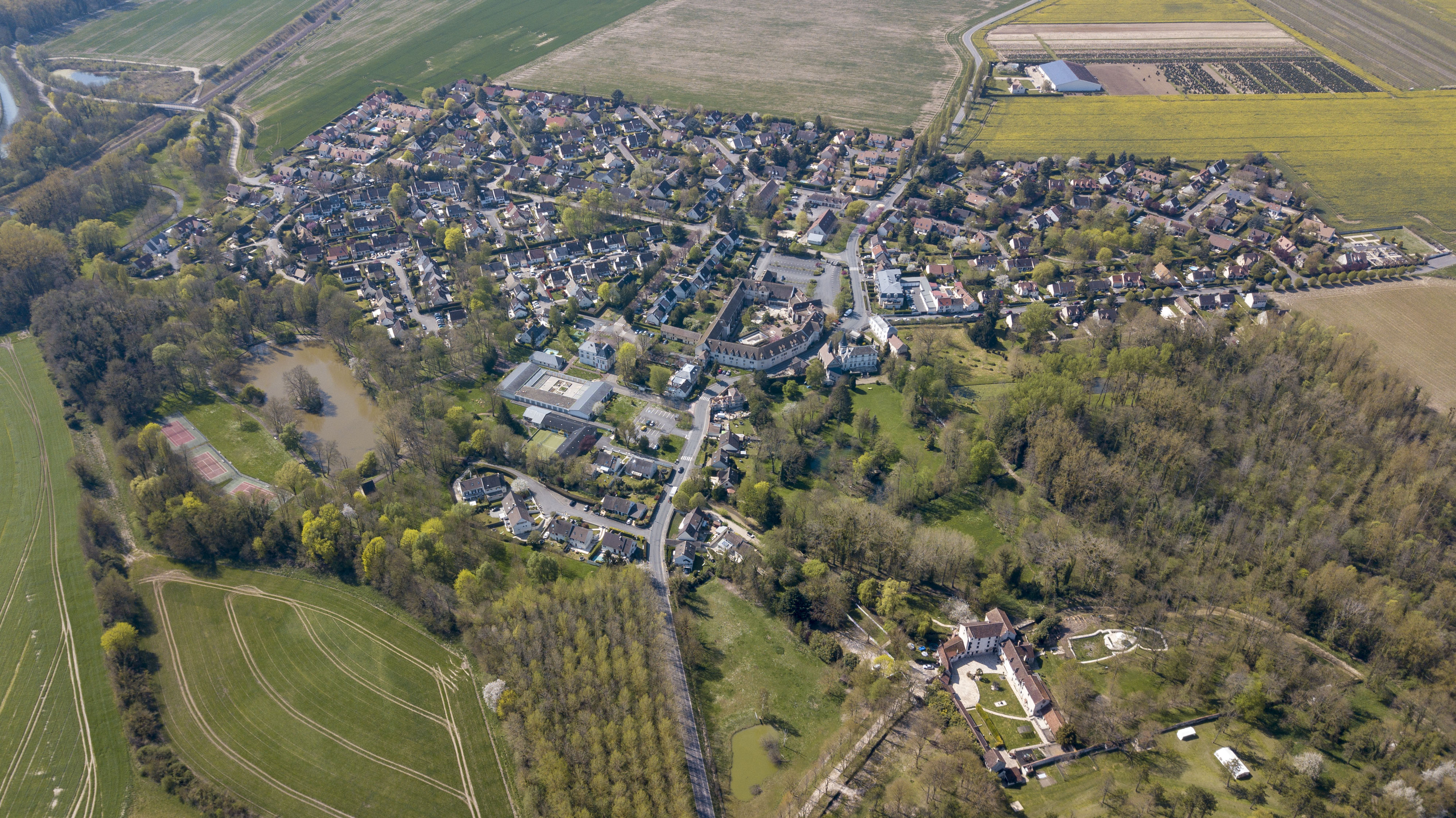
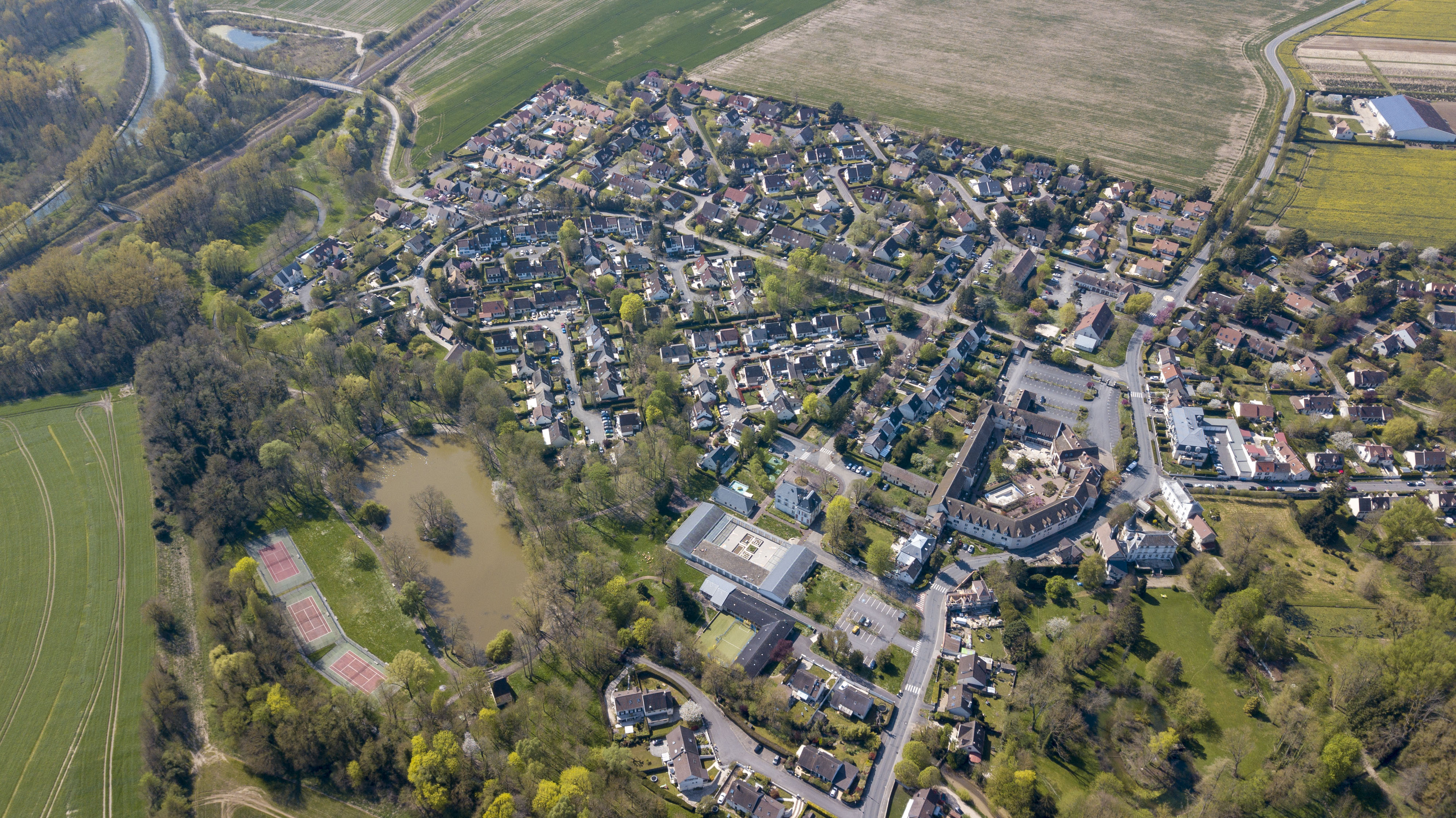
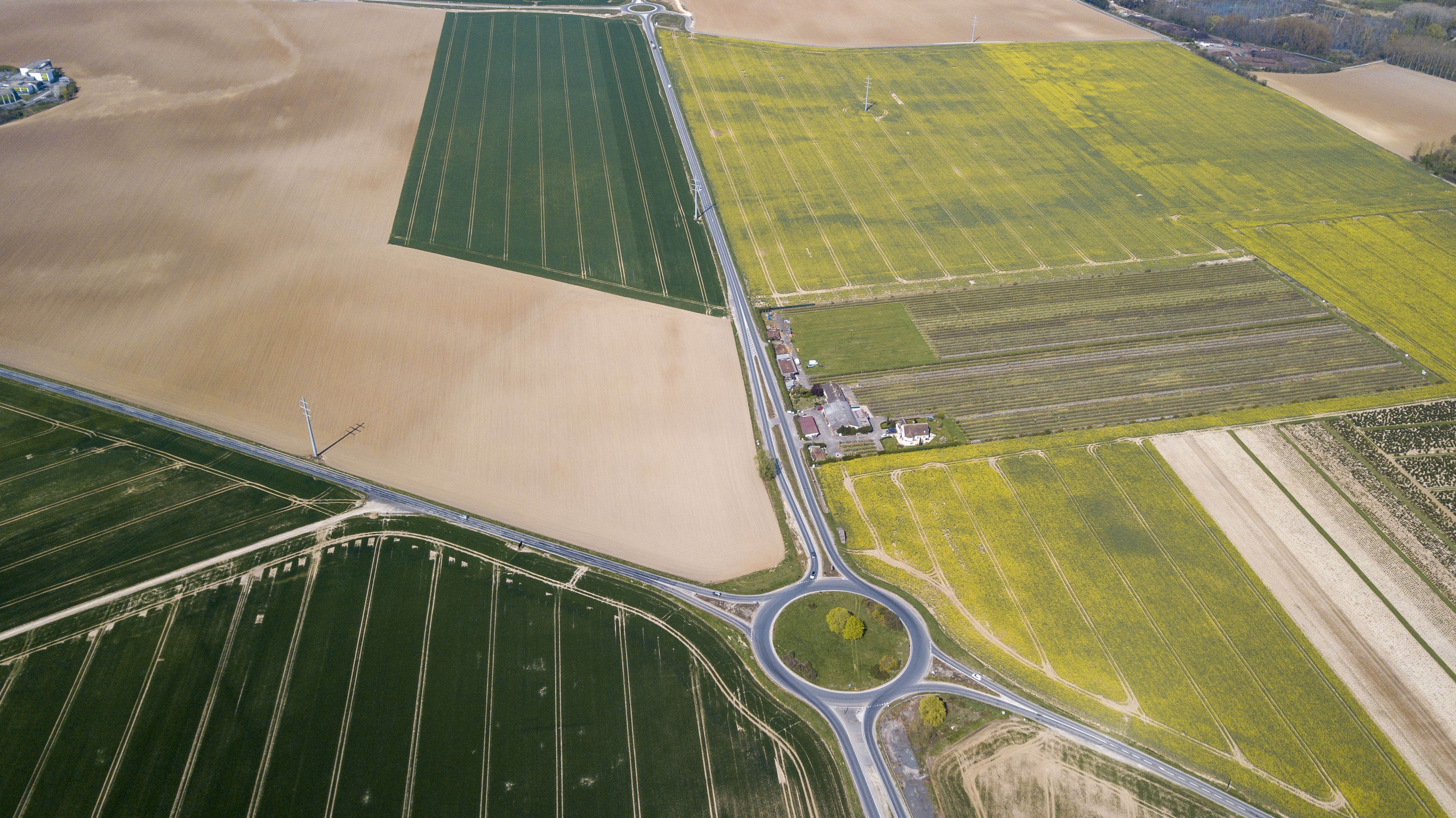
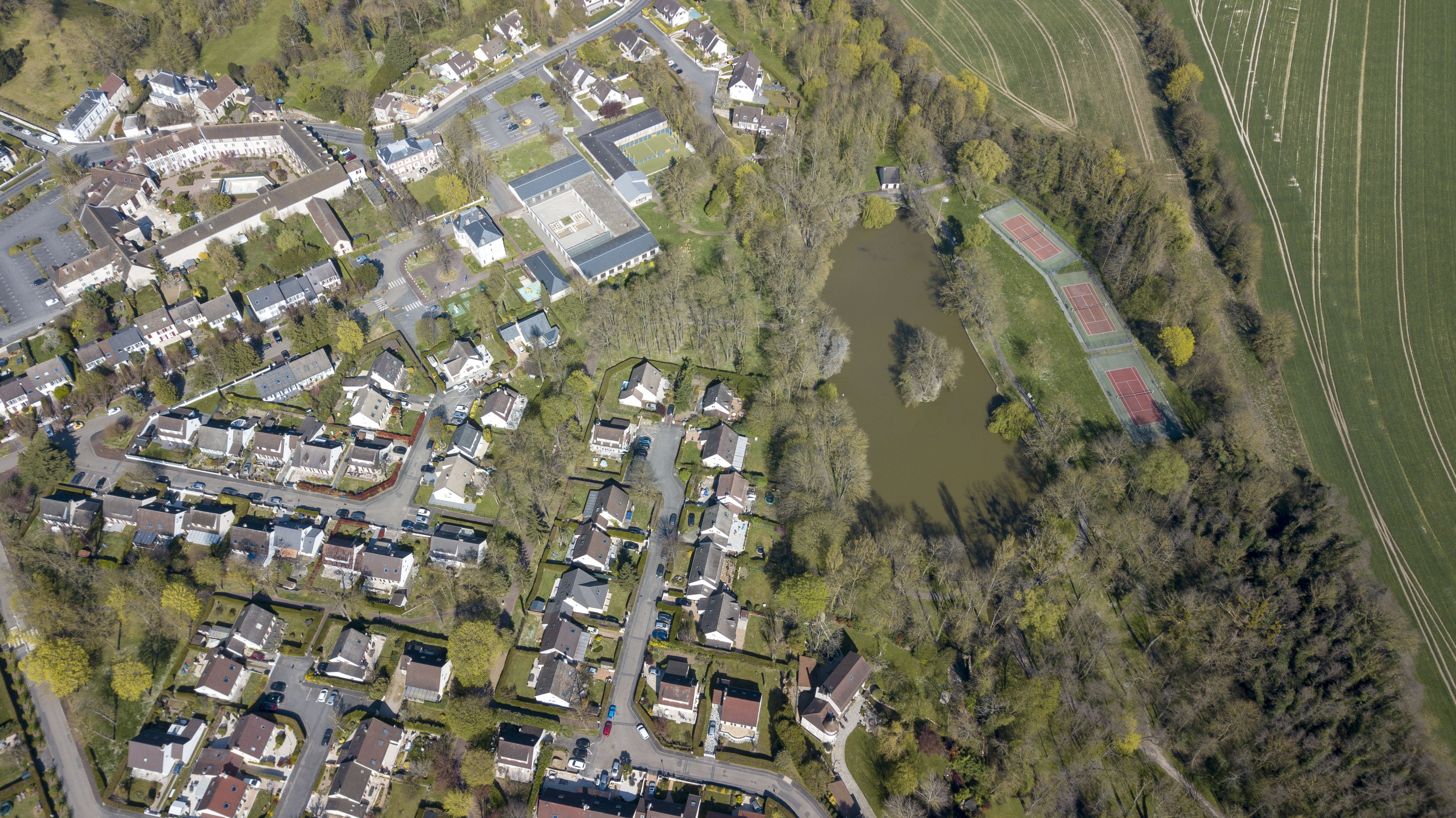

### Héraldique
|  | Les armes de la ville se blasonnent ainsi : d’azur au chevron d’argent accompagné de trois besants du même. |